# Ontherus cephalotes
Ontherus cephalotes är en skalbaggsart som beskrevs av Edgar von Harold 1869. Ontherus cephalotes ingår i släktet Ontherus och familjen bladhorningar. Inga underarter finns listade i Catalogue of Life.